# Cherrelle Garrett
Cherrelle Garrett (ur. 7 maja 1989 w San Francisco) – amerykańska bobsleistka, złota medalistka mistrzostw świata.

## Kariera
Największy sukces w karierze osiągnęła w 2015 roku, kiedy wspólnie z Elaną Meyers-Taylor zdobyła złoty medal w dwójkach podczas mistrzostw świata w Winterbergu. W tej samej konkurencji była też między innymi piąta na rozgrywanych rok później mistrzostwach świata w Igls. W zawodach Pucharu Świata zadebiutowała 13 grudnia 2014 roku w Lake Placid, zajmując pierwsze miejsce. Jak dotąd nie startowała na igrzyskach olimpijskich.